# Мар'янка-де-Сус
Мар'янка-де-Сус (рум. Marianca de Sus) — село в Молдові в Каушенському районі. Входить до складу комуни, центром якої є село Заїм.